# Джаклин Хил
Джаклин Роксан Хил (на английски: Jaclyn Hill) е американска личност в YouTube, станала популярна с нейните грим-уроци и със съвместната ѝ работа с различни известни марки за красота.

## Биография
Джаклин Ейлърс е родена на 20 юли 1990 г. в Илинойс. Израснала е близо до Минерал, Илинойс във ферма, която е била на семейството ѝ от четири поколения. През 1997 г. баща ѝ Джеймс е бил жертва на автомобилна катастрофа, която го е оставила с два счупени крака. Той получава обезпечаване от 4 млн. долара през 2001 г.
През 1998 г. семейството на Джаклин, включително баща ѝ Джеймс, майка ѝ Робин, по-големият брат Никълъс и по-голямата сестра Рейчъл, се пресели в Тампа, Флорида, след като баща ѝ казал, че е бил призован от Бога да извършва мисионерска работа и да стане евангелист. През следващите няколко години семейството пътува до страни като Индия и Хондурас, за да проповядва християнството. Хил е отчуждена от баща си след развода на родителите си през 2012 г.
Джаклин е учила вкъщи по време на детството си. Тя посещава колежа в Сарасота, Флорида. Хил е работила като професионален грим на свободна практика и в магазините за козметика на MAC.

## Кариера

### YouTube
През 2011 г. Хил стартира канала си в YouTube, който става известен със своите знаменитости грижовни уроци. През юли 2017 г. тя заснема видеоклип с реалния магнат Ким Кардашян, озаглавен „Пригответе се с мен и Ким Кардашиян“, който се е превърнал в един от най-гледаните видеоклипове на Хил. Към февруари 2019 г. нейният канал в YouTube има повече от 5,8 милиона абонати.

### Сътрудничество
През 2015 г. Хил си сътрудничи с малко известната австралийска марка за козметика Becca, за да пусне хайлайтър, наречен „Шампанско поп“. Козметичният търговец на дребно Sephora продава повече от 25 000 бройки на „шампанско попа“ в рамките на 20 минути от пускането му, чупейки продажните рекорди. „Becca“ и Хил по-късно пускат пълна линия за грим заедно. Признават Джаклин за популяризирането на „Becca“, закупена от „Estée Lauder“ за 200 милиона долара през 2017 г.
През 2015 г. Хил си сътрудничи с „Morphe Cosmetics“, създавайки палитра, съдържаща любимите ѝ сенки за очи на марката. През 2016 г. тя издава ограничено издание, снабдено със скъпоценни камъни на четки за грим с „Morphe“, както и втора палитра за сенки за очи през 2017 г. Всичките три продукта се продават бързо след датите им на пускане.
Сътрудничеството на Хил с „Becca“ и „Morphe“ е съобщено, че е продало съответно 10,7 милиона и 12,2 милиона долара.

## Личен живот
Джаклин се жени за барабаниста Джон Хил на 29 август 2009 година. Живеят в Тампа, Флорида.